# Hexacosichore
En géométrie, l'hexacosichore ou 600-cellules est le 4-polytope régulier convexe qui a comme symbole de Schläfli {3, 3, 5}. Il est composé de 600 cellules tétraédriques, 20 d'entre elles se rencontrant à chaque sommet. Il possède 1 200 faces triangulaires, 720 arêtes et 120 sommets. Les arêtes forment 72 décagones réguliers plans. Chaque sommet du 600-cellules est le sommet de six de ces décagones.
Les valeurs des distances mutuelles des sommets sont, en degrés ou radians d'arc sur l'hypersphère circonscrite : 36° = π/5 rad, 60° = π/3 rad, 72° = 2π/5 rad, 90° = π/2 rad, 108° = 3π/5 rad, 120° = 2π/3 rad, 144° = 4π/5 rad et 180° = π rad. En partant d'un sommet quelconque V, on trouve à 36° et 144° les 12 sommets d'un icosaèdre, à 60° et 120° les 20 sommets d'un dodécaèdre, à 72° et 108° de nouveau les 12 sommets d'un icosaèdre, à 90° les 30 sommets d'un icosidodécaèdre, et enfin à 180° le sommet antipodal de V,.
Le 600-cellules est considéré comme l'analogue en dimension 4 de l'icosaèdre, car il a cinq tétraèdres qui se rencontrent à chaque arête, tout comme l'icosaèdre a cinq triangles se rencontrant à chaque sommet. Il est aussi appelé tétraplex (abrégé de « complexe tétraédrique ») et polytétraèdre, étant délimité par des cellules tétraédriques.
Sa figure de sommet est un icosaèdre, et son polytope dual est l'hécatonicosachore (à 120 cellules).
Chaque cellule touche, d'une certaine manière, 56 autres cellules. Une cellule touche chacune des quatre faces, deux cellules touchent chacune des six arêtes, mais pas de face, et dix cellules touchent chacun des quatre sommets, mais pas de face ni d'arête.